# Ramón Sánchez
Ramón Sánchez (* 25. Mai 1982 in Opico) ist ein ehemaliger Fußballspieler aus El Salvador.

## Vereinskarriere
Ramón Sánchez spielte bis 2009 in seinem Heimatland. 2009 wechselte er zu den San José Earthquakes in die USA. 2010 kehrte der Mittelfeldspieler nach El Salvador zurück. Im Februar 2013 wurde Ramón Sánchez von Wostok Öskemen aus Kasachstan unter Vertrag genommen.

## Nationalmannschaft
Seit 2003 läuft Ramón Sánchez für die salvadorianische Auswahl auf.